# Vauvenargues
Vauvenargues is een gemeente in het Franse departement Bouches-du-Rhône (regio Provence-Alpes-Côte d'Azur). De plaats maakt deel uit van het arrondissement Aix-en-Provence. Vauvenargues telde op 1 januari 2022 1.058 inwoners.

## Geografie
De oppervlakte van Vauvenargues bedroeg op 1 januari 2022 54,31 vierkante kilometer; de bevolkingsdichtheid was toen 19,5 inwoners per km². Het ligt dicht bij het gebergte Montagne Sainte-Victoire.
De onderstaande kaart toont de ligging van Vauvenargues met de belangrijkste infrastructuur en aangrenzende gemeenten.

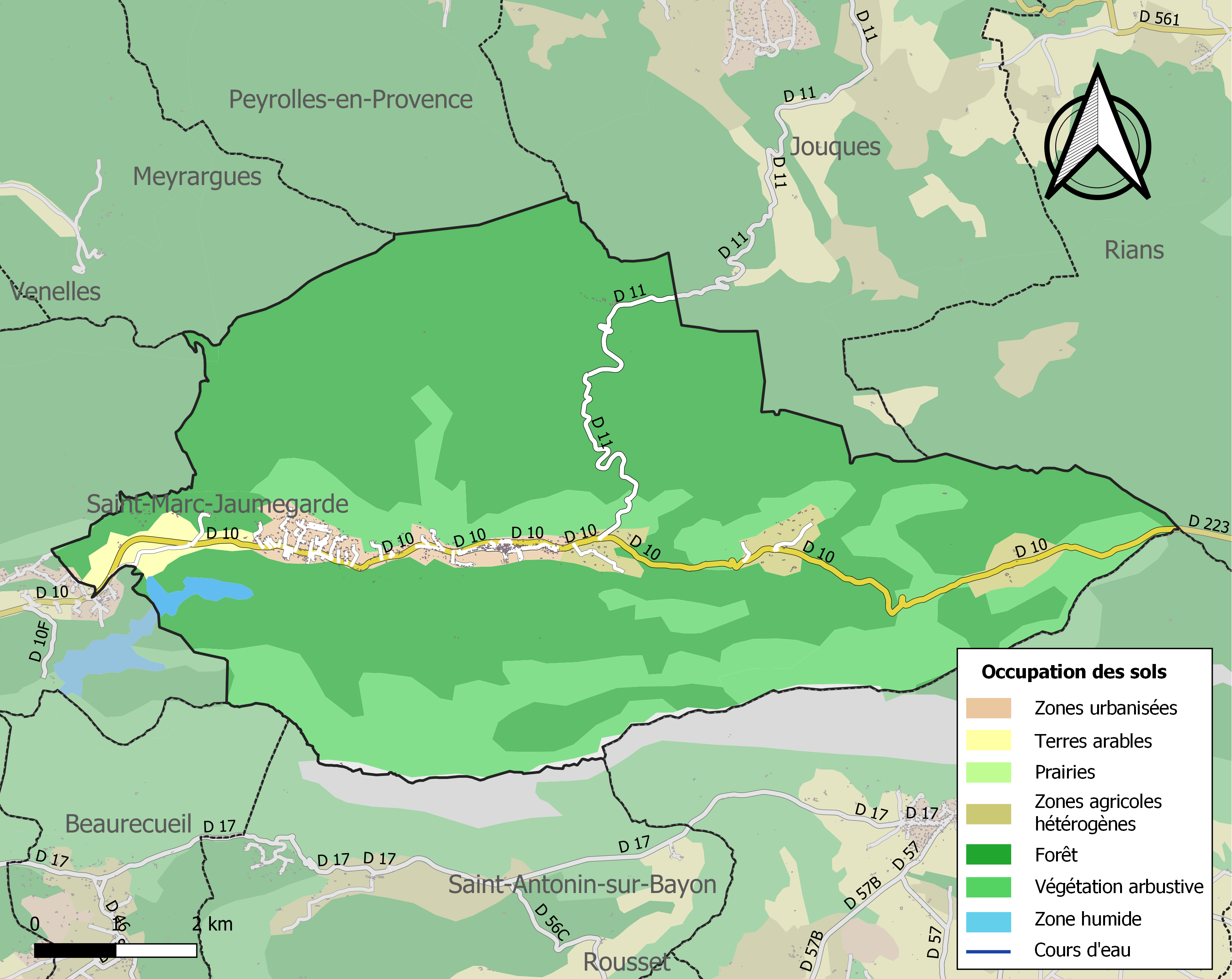

## Demografie
Onderstaande figuur toont het verloop van het inwonertal (bron: INSEE-tellingen).
Vanwege een beveiligingsprobleem met de MediaWiki Graph-software is het momenteel niet mogelijk deze grafiek weer te geven. Zodra de software is bijgewerkt zal de grafiek vanzelf weer zichtbaar worden.

## Bezienswaardigheden
- Château de Vauvenargues, tevens de laatste rustplaats van de kunstschilder Pablo Picasso